# Pog (jeu)
Pour les articles homonymes, voir Pog.

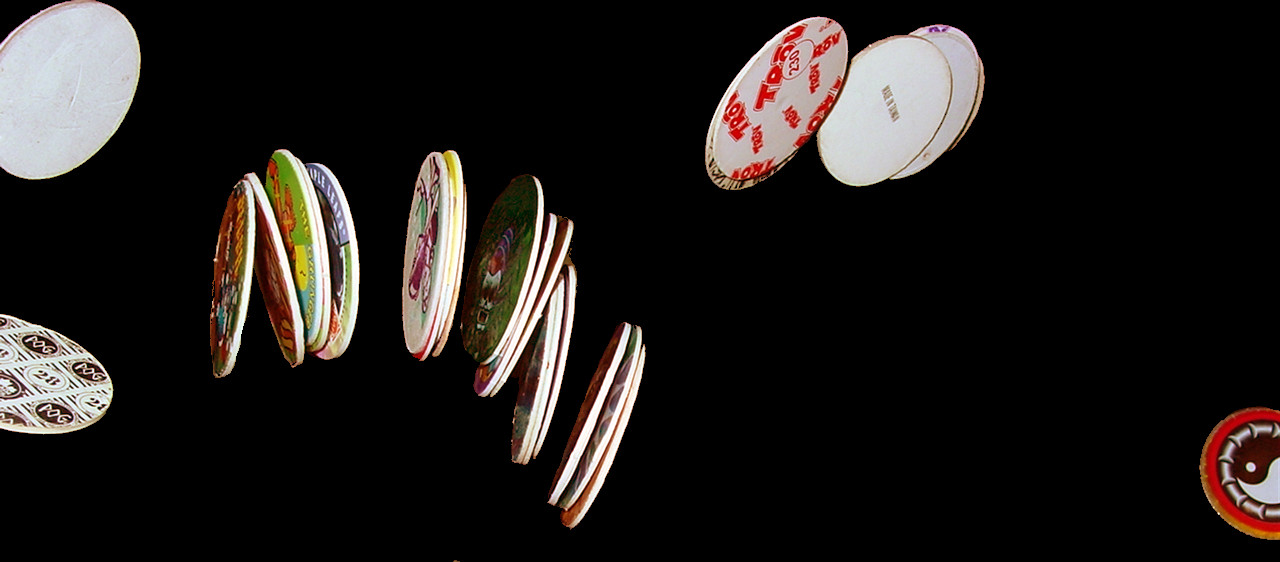
Pogs pris en photo juste après avoir été frappés par un kini (grosse rondelle).

Un pog, aussi stylisé POG, également appelé flippo, à l'origine connu sous le nom de bouchon, est une petite rondelle de carton illustrée qui peut être collectionnée ou utilisée pour jouer, qui a connu un pic de popularité dans les cours d'écoles au milieu des années 1990.

## Histoire

### Origines
Les bouchons (prédécesseurs des pogs) sont probablement nés à Maui, Hawaï, dans les années 1920 ou 1930,, ou viennent peut-être du Menko, un jeu de cartes japonais très similaire aux pogs, qui existe depuis le XVIIe siècle, pendant la période Edo. Les pogs ont commencés à devenir un jeu sur l'île hawaïenne de Maui dès 1927,,. Certains collectionneurs possèdent des bouchons datant des années 1940 et 1950.

### Revirement dans les années 1990

Logo de la World POG Federation.

Les bouchons se popularisent de nouveau dès le début des années 1990 grâce à Blossom Galbiso, une enseignante hawaïenne de la Waialua Elementary School d'Oahu. En 1991, Galbiso a appris à ses élèves l'existence des bouchons, un jeu auquel elle jouait étant petite. Le jeu se répand à partir de la côte nord d'Oahu et, au début de l'année 1992, Stanpac Inc. une société d'emballage canadienne qui fabriquait des bouchons distribuées par Haleakala Dairy à Maui (les mêmes bouchons que ceux collectées par Galbiso pour sa classe), imprimera des millions de pogs chaque semaine pour les expédier sur les îles hawaïennes. Le jeu se répand sur le continent, d'abord en Californie, au Texas, dans l'Oregon et dans l'État de Washington, avant de s'étendre au reste du pays. En 1993, les pogs, qui avaient auparavant sombré dans l'oubli, sont joués dans le monde entier.
Sur le continent nord-américain, les bouchons redeviennent populaires lorsque la World POG Federation (fondée en 1994) et la Canada Games Company les réintroduisent sous la marque « Pog » dans les années 1990. La mode du pog est montée en flèche et atteint son apogée au milieu des années 1990,. Les pogs étaient distribués lors de l'ouverture de comptes bancaires et dans les Happy Meals de chez McDonald's. La World POG Federation crée à cette occasion sa mascotte, simplement appelée Pogman, une créature velue au large sourire conçue par le dessinateur Mitchell Lee Schauer (plus tard concepteur de la série Les Castors allumés). Par la suite marqué par le manque d'engouement pour les pogs, la World POG Federation dépose le bilan en 1995, et la Canada Games Company cesse ses activités en 1997.
Entretemps en France, la marque Pog a été fabriquée sous licence par la société Avimage, connue pour avoir lancé les Crados dans l'hexagone à cette période. Ils étaient vendus dans les bureaux de tabac et les grandes surfaces, dans des pochettes contenant 5 ou 6 pogs et 1 kini ; sur l'illustration figure la mascotte Pogman.
Durant les années fastes de commercialisation de ce jeu, beaucoup de séries spéciales sont lancées, souvent associées à des séries télévisées ou des dessins animés connus (comme Dragon Ball Z ou Le Roi lion), ou à des footballeurs célèbres. Des séries de pogs sont également fabriquées pour des marques de chips, de gâteaux ou de céréales ; ils étaient offerts avec les produits comme cadeaux publicitaires. Entretemps, la marque Smith lance en 1995 la série des flippo, des pogs en plastique ayant comme thème principal les Looney Tunes,. La marque concurrente de chips Croky sort à son tour sa version de pogs, tout comme d'autres marques comme les barres chocolatées Snickers, Mars, Bounty, sous d'autres noms. Plusieurs variantes sont parues par la suite, certains pogs étant munis d'encoches pour pouvoir être lancés, ou bien ayant des tranches pour faire des figures. Les dernières séries sont munies d'une languette, en tirant la languette une image s'affiche perpendiculairement au flippo.
Le succès fut très important avec 10 milliards de pogs vendus dans 30 pays entre 1994 et 1998. En France, plus de 40 millions de pochettes se sont vendues en moins de 12 mois premiers mois de vente.

### Années 2000-2020
Depuis 2001, des POG sont utilisés par les militaires de pays membres de l'OTAN en Irak et en Afghanistan comme monnaie (US) dans les camps militaires, et en Irlande. Il s'agit en fait officiellement de bons d'achat dénommés « POG Gift Certificates » remplaçant les pièces de monnaie métalliques par des pièces en carton plus faciles et moins coûteuses à transporter que ces dernières.
Les pogs sont relancés en 2021 en France, avec des classeurs pogs afin de les ranger, par la société IlluGames portés par le Français Julien Savino, en partenariat avec Gulli et l'entreprise française Asmodee. Jean Allary, de l'entreprise Artefact, déclare à ce sujet : « C’est la cible préférée des marketeurs : ils touchent la nostalgie de ces trentenaires qui fondent un foyer et dont on espère qu’ils seront fidèles à une marque. »

## Règles
Le jeu classique, à deux personnes, consiste à empiler au minimum un pog pour chaque joueur sur une pile unique, puis à lancer un kini ou dégommeur, une rondelle en plastique ou en métal aux mêmes dimensions que les pogs mais d'épaisseur différente, sur la pile afin de la retourner. Celui qui parvient à retourner un pog le gagne. Le joueur qui débute la partie est tiré au sort selon le principe du pile ou face en lançant le kini en l'air. Il existe plusieurs variantes de ce jeu, dont de nombreuses inventées dans chaque cour de récréation.

## Différentes séries
Pogs WPF
- Série 1
- Série 2 (pogs ayant pour titre un jeu de mots contenant pog)
- Série 3 Autour du monde
- Babybel
- Batman
- Chocapic
- Candia
- Earthworm Jim
- Harry's
- Iznogoud (offerts par Canal +)
- Le Roi lion
- Lefranc et Bourgeois
- Les Schtroumpfs
- Oxford
- Pocahontas
- Pokémon
- Vico
- McDonald's : Pogman à Hawaii

Caps Panini
- Pocahontas
- Le Roi lion
- Spirou
- Dragon Ball Z

BN Troc's
- Indiana Jones
- Sonic (BN Troc's fluorescents)
- The Mask (BN Troc's volants)
- Spider-BN